# Mistrovství Evropy v krasobruslení 2010
Mistrovství Evropy v krasobruslení 2010 hostilo estonské hlavní město Tallinn ve dnech 18. ledna až 24. ledna. Šampionátu se mohli účastnit krasobruslaři registrovaní v evropských národních svazech, kteří k 1. červenci 2009 dovršili minimální hranici 15 let věku. O počtu účastníku z jednotlivých států rozhodlo umístění na předešlém mistrovství Evropy.

## Program
| *      | Páry     | Tanec    | Muži     | Ženy     |
| ------ | -------- | -------- | -------- | -------- |
| 19. 1. | KP       | PT       |          |          |
| 20. 1. | VJ       |          | KP       |          |
| 21. 1. |          | OT       | VJ       |          |
| 22. 1. |          | VT       |          | KP       |
| 23. 1. |          |          |          | VJ       |
| 24. 1. | Exhibice | Exhibice | Exhibice | Exhibice |

Legenda
- KP – krátký program
- VJ – Volné jízdy
- PT – Povinný tanec
- OT – Originální tanec
- VT – Volný tanec

Mistrovství Evropy vysílal veřejnoprávní program ČT4. Komentovali Miroslav Langer a Kateřina Kamberská.

## Právo na více závodníků na ME 2010
Následující země mají právo nasadit na Mistrovství Evropy 2010 více než jednoho krasobruslaře v dané disciplíně, na základě dosažených bodových výsledků z předešlého ročníku soutěže.
| Počet | Muži                       | Ženy                                        | Sportovní páry                      | Taneční páry                           |
| ----- | -------------------------- | ------------------------------------------- | ----------------------------------- | -------------------------------------- |
| 3     | Francie Itálie             | Finsko Rusko                                | Německo Rusko                       | Francie Itálie Rusko                   |
| 2     | Belgie Česko Rusko Švédsko | Německo V. Británie Maďarsko Itálie Turecko | Francie V. Británie Itálie Ukrajina | Ázerbájdžán V. Británie Litva Ukrajina |

## Výsledky

### Muži

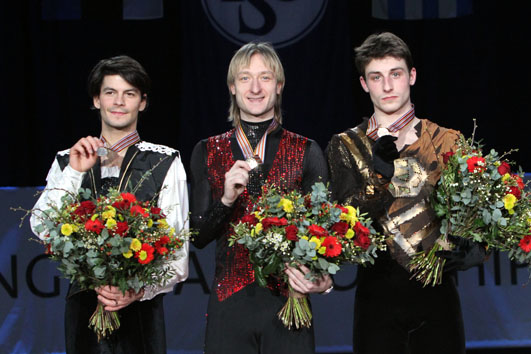
Medailisté zleva: Stéphane Lambiel (stříbro), Jevgenij Pljuščenko (zlato), Brian Joubert (bronz).

| Pořadí                       | Jméno                 | Stát                | Celkový výsledek | KP | VJ |
| ---------------------------- | --------------------- | ------------------- | ---------------- | -- | -- |
| 1                            | Jevgenij Pljuščenko   | Rusko               | 255.39           | 1  | 1  |
| 2                            | Stéphane Lambiel      | Švýcarsko           | 238.54           | 5  | 2  |
| 3                            | Brian Joubert         | Francie             | 236.45           | 2  | 3  |
| 4                            | Michal Březina        | Česko               | 224.74           | 4  | 5  |
| 5                            | Samuel Contesti       | Itálie              | 221.33           | 7  | 4  |
| 6                            | Yannick Ponsero       | Francie             | 219.52           | 3  | 7  |
| 7                            | Alban Préaubert       | Francie             | 207.61           | 6  | 9  |
| 8                            | Javier Fernández      | Španělsko           | 204.83           | 13 | 6  |
| 9                            | Stefan Lindemann      | Německo             | 203.95           | 9  | 8  |
| 10                           | Tomáš Verner          | Česko               | 203.18           | 8  | 10 |
| 11                           | Kevin van der Perren  | Belgie              | 195.48           | 11 | 11 |
| 12                           | Adrian Schultheiss    | Švédsko             | 188.79           | 12 | 13 |
| 13                           | Anton Kovalevskyj     | Ukrajina            | 186.84           | 14 | 14 |
| 14                           | Sergej Voronov        | Rusko               | 185.38           | 17 | 12 |
| 15                           | Kristoffer Berntsson  | Švédsko             | 183.10           | 10 | 17 |
| 16                           | Paolo Bacchini        | Itálie              | 181.42           | 16 | 15 |
| 17                           | Viktor Pfeifer        | Rakousko            | 178.41           | 15 | 16 |
| 18                           | Gregor Urbas          | Slovinsko           | 163.84           | 20 | 18 |
| 19                           | Zoltán Kelemen        | Rumunsko            | 161.10           | 18 | 20 |
| 20                           | Jorik Hendrickx       | Belgie              | 161.06           | 19 | 19 |
| Nepostoupili do volných jízd |                       |                     |                  |    |    |
| 21                           | Maciej Cieplucha      | Polsko              | 56.45            | 21 |    |
| 22                           | Ari-Pekka Nurmenkari  | Finsko              | 53.55            | 22 |    |
| 23                           | Karel Zelenka         | Itálie              | 53.09            | 23 |    |
| 24                           | Peter Reitmayer       | Slovensko           | 51.35            | 24 |    |
| 25                           | Maxim Shipov          | Izrael              | 51.21            | 25 |    |
| 26                           | Boris Martinec        | Chorvatsko          | 50.49            | 26 |    |
| 27                           | Matthew Parr          | Spojené království  | 49.02            | 27 |    |
| 28                           | Damjan Ostojič        | Bosna a Hercegovina | 47.96            | 28 |    |
| 29                           | Viktor Romanenkov     | Estonsko            | 47.60            | 29 |    |
| 30                           | Alexandr Kazakov      | Bělorusko           | 45.97            | 30 |    |
| 31                           | Kutay Eryoldas        | Turecko             | 37.40            | 31 |    |
| 32                           | Boyito Mulder         | Nizozemsko          | 36.38            | 32 |    |
| 33                           | Marton Marko          | Maďarsko            | 35.32            | 33 |    |
| 34                           | Saulius Ambrulevičius | Litva               | 34.49            | 34 |    |
| 35                           | Girts Jekabsons       | Lotyšsko            | 32.67            | 35 |    |
| 36                           | Georgi Kenchadze      | Bulharsko           | 32.02            | 36 |    |
| 37                           | Pierre Balian         | Arménie             | 31.82            | 37 |    |
| A                            | Joffrey Bourdon       | Černá Hora          |                  |    |    |

- A = odstoupení

### Ženy

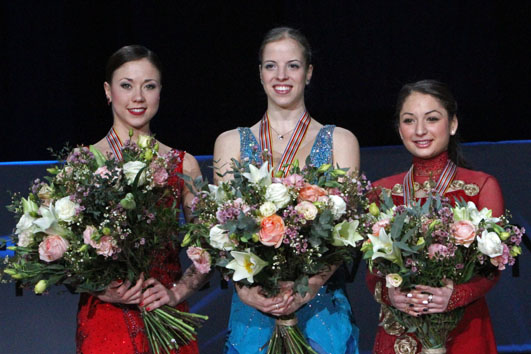
Medailistky zleva: Laura Lepistö (stříbro), Carolina Kostnerová (zlato), Elene Gedevanišvili (bronz).

| Pořadí                       | Jméno                  | Stát               | Celkový výsledek | KP | VJ |
| ---------------------------- | ---------------------- | ------------------ | ---------------- | -- | -- |
| 1                            | Carolina Kostnerová    | Itálie             | 173.46           | 1  | 1  |
| 2                            | Laura Lepistö          | Finsko             | 166.37           | 3  | 3  |
| 3                            | Elene Gedevanišviliová | Gruzie             | 164.54           | 4  | 2  |
| 4                            | Kiira Korpiová         | Finsko             | 163.68           | 2  | 5  |
| 5                            | Sarah Meierová         | Švýcarsko          | 157.44           | 8  | 4  |
| 6                            | Julia Sebestyen        | Maďarsko           | 156.77           | 6  | 6  |
| 7                            | Aljona Leonovová       | Rusko              | 153.57           | 5  | 7  |
| 8                            | Valentina Marchei      | Itálie             | 149.46           | 7  | 8  |
| 9                            | Xenija Makarovová      | Rusko              | 146.85           | 9  | 9  |
| 10                           | Jelena Glebovová       | Estonsko           | 138.93           | 13 | 10 |
| 11                           | Viktoria Helgesson     | Švédsko            | 137.10           | 12 | 12 |
| 12                           | Tugba Karademir        | Turecko            | 136.42           | 10 | 13 |
| 13                           | Oxana Gozevová         | Rusko              | 135.39           | 14 | 11 |
| 14                           | Jenna McCorkell        | Spojené království | 128.06           | 11 | 17 |
| 15                           | Ivana Reitmayerová     | Slovensko          | 125.31           | 15 | 14 |
| 16                           | Sarah Hecken           | Německo            | 121.79           | 16 | 16 |
| 17                           | Sonia Lafuente         | Španělsko          | 121.15           | 17 | 15 |
| 18                           | Natalija Popovová      | Ukrajina           | 113.35           | 20 | 18 |
| 19                           | Teodora Postic         | Slovinsko          | 113.35           | 15 | 18 |
| Nepostoupily do volných jízd |                        |                    |                  |    |    |
| 20                           | Tamar Katz             | Izrael             |                  | 21 |    |
| 21                           | Kateřina Pachamovičová | Bělorusko          |                  | 22 |    |
| 22                           | Karly Robertson        | Spojené království |                  | 23 |    |
| 23                           | Shira Willner          | Německo            |                  | 24 |    |
| 24                           | Miriam Ziegler         | Rakousko           |                  | 25 |    |
| 25                           | Mirna Libric           | Chorvatsko         |                  | 26 |    |
| 26                           | Martina Boček          | Česko              |                  | 27 |    |
| 27                           | Manouk Gijsman         | Nizozemsko         |                  | 28 |    |
| 28                           | Erle Harstad           | Norsko             |                  | 29 |    |
| 29                           | Birce Atabey           | Turecko            |                  | 30 |    |
| 30                           | Katherine Hadford      | Maďarsko           |                  | 31 |    |
| 31                           | Karina Johnson         | Dánsko             |                  | 32 |    |
| 32                           | Isabelle Pieman        | Belgie             |                  | 33 |    |
| 33                           | Fleur Maxwell          | Lucembursko        |                  | 34 |    |
| 34                           | Beatričė Rožinskaitė   | Litva              |                  | 35 |    |
| 35                           | Clara Peters           | Irsko              |                  | 36 |    |
| 36                           | Sabina Paquier         | Rumunsko           |                  | 37 |    |
| 37                           | Marina Seeh            | Srbsko             |                  | 38 |    |
| 38                           | Zanna Pugaca           | Lotyšsko           |                  | 39 |    |
| 39                           | Sonja Radeva           | Bulharsko          |                  | 40 |    |
| 40                           | Maria Papasotiriou     | Řecko              |                  | 41 |    |
| A                            | Joelle Forte           | Ázerbájdžán        |                  |    |    |
| A                            | Susanna Pöykiö         | Finsko             |                  | 18 |    |

- A = odstoupení

### Sportovní dvojice
| Pořadí                       | Jméno                                     | Stát               | Celkový výsledek | KP | VJ |
| ---------------------------- | ----------------------------------------- | ------------------ | ---------------- | -- | -- |
| 1                            | Juko Kavagutiová / Alexandr Smirnov       | Rusko              | 213.15           | 2  | 1  |
| 2                            | Aljona Savčenková / Robin Szolkowy        | Německo            | 211.72           | 1  | 2  |
| 3                            | Marija Muchortovová / Maxim Traňkov       | Rusko              | 202.03           | 3  | 3  |
| 4                            | Taťjana Volosožarová / Stanislav Morozov  | Ukrajina           | 187.83           | 4  | 4  |
| 5                            | Věra Bazarovová / Jurij Larionov          | Rusko              | 159.84           | 5  | 6  |
| 6                            | Nicole Della Monica / Yannick Kocon       | Itálie             | 156.80           | 6  | 5  |
| 7                            | Vanessa Jamesová / Yannick Bonheur        | Francie            | 151.28           | 7  | 7  |
| 8                            | Anaïs Morand / Antoine Dorsaz             | Švýcarsko          | 144.95           | 11 | 8  |
| 9                            | Maylin Hausch / Daniel Wende              | Německo            | 142.76           | 9  | 9  |
| 10                           | Adeline Canac / Maximin Coia              | Francie            | 139.73           | 8  | 11 |
| 11                           | Stacey Kemp / David King                  | Spojené království | 137.29           | 13 | 10 |
| 12                           | Erica Risseeuw / Robert Paxton            | Spojené království | 130.09           | 14 | 12 |
| 13                           | Maria Sergejeva / Ilja Glebov             | Estonsko           | 129.46           | 12 | 13 |
| 14                           | Joanna Sulej / Mateusz Chruściński        | Polsko             | 124.79           | 10 | 15 |
| 15                           | Jessica Crenshaw / Chad Tsagris           | Řecko              | 115.59           | 16 | 14 |
| 16                           | Nina Ivanova / Filip Zalevski             | Bulharsko          | 106.31           | 15 | 16 |
| Nepostoupili do volných jízd |                                           |                    |                  |    |    |
| 17                           | Lubov Bakirova / Mikalaj Kamjančuk        | Bělorusko          | 36.18            | 17 |    |
| 18                           | Danielle Montalbano / Evgeni Krasnopolski | Izrael             | 30.90            | 18 |    |
| 19                           | Gabriela Čermanová / Martin Hanulák       | Slovensko          | 30.04            | 19 |    |
| 20                           | Victoria Hecht / Christopher Trefil       | Maďarsko           | 29.34            | 20 |    |
| A                            | Marika Zanforlin / Federico Degli Esposti | Itálie             |                  |    |    |

- A = Odstoupení

### Taneční páry
| Pořafí                        | Jména                                   | Stát               | Celkový výsledek | PT | OT | VT |
| ----------------------------- | --------------------------------------- | ------------------ | ---------------- | -- | -- | -- |
| 1                             | Oxana Domninová / Maxim Šabalin         | Rusko              | 199.25           | 1  | 2  | 2  |
| 2                             | Federica Faiella / Massimo Scali        | Itálie             | 195.86           | 3  | 1  | 1  |
| 3                             | Jana Chochlovová / Sergej Novickij      | Rusko              | 189.67           | 2  | 4  | 3  |
| 4                             | Nathalie Péchalat / Fabian Bourzat      | Francie            | 188.51           | 5  | 3  | 4  |
| 5                             | Sinead Kerr / John Kerr                 | Spojené království | 184.05           | 4  | 5  | 5  |
| 6                             | Anna Cappellini / Luca Lanotte          | Itálie             | 176.10           | 6  | 9  | 6  |
| 7                             | Alexandra Zarecká / Roman Zarecký       | Izrael             | 174.91           | 7  | 6  | 9  |
| 8                             | Anna Zadorožňjuková / Sergej Verbillo   | Ukrajina           | 171.28           | 9  | 7  | 8  |
| 9                             | Jekatěrina Bobrovová / Dmitrij Solovjov | Rusko              | 171.26           | 8  | 8  | 7  |
| 10                            | Nóra Hoffmann / Maxim Zavozin           | Maďarsko           | 163.21           | 11 | 11 | 10 |
| 11                            | Alla Beknazarova / Vladimir Zujev       | Ukrajina           | 162.82           | 10 | 10 | 12 |
| 12                            | Pernelle Carron / Lloyd Jones           | Francie            | 159.52           | 12 | 12 | 11 |
| 13                            | Caitlin Mallory / Kristjan Rand         | Estonsko           | 155.93           | 15 | 15 | 13 |
| 14                            | Zoé Blanc / Pierre-Loup Bouquet         | Francie            | 147.56           | 17 | 13 | 14 |
| 15                            | Christina Beier / William Beier         | Německo            | 147.36           | 13 | 14 | 16 |
| 16                            | Penny Coomes / Nicholas Buckland        | Spojené království | 145.91           | 16 | 16 | 15 |
| Nepostoupili do volného tance |                                         |                    |                  |    |    |    |
| 17                            | Kira Geil / Dmitrij Macjuk              | Rakousko           | 71.73            | 14 | 19 |    |
| 18                            | Kamila Hájková / David Vincour          | Česko              | 71.21            | 18 | 17 |    |
| 19                            | Allison Reed / Otar Japaridze           | Gruzie             | 66.28            | 22 | 18 |    |
| 20                            | Nikola Višňová / Lukáš Csolley          | Slovensko          | 64.57            | 21 | 20 |    |
| 21                            | Katelyn Good / Nikolaj Sorensen         | Dánsko             | 63.13            | 20 | 21 |    |
| 22                            | Federica Testa / Christopher Mior       | Itálie             | 61.88            | 19 | 24 |    |
| 23                            | Nikki Georgiadis / Graham Hockley       | Řecko              | 59.98            | 24 | 23 |    |
| 24                            | Oxana Klimovová / Sasha Palomäki        | Finsko             | 59.85            | 25 | 22 |    |
| 25                            | Ramona Elsener / Florian Roost          | Švýcarsko          | 59.28            | 23 | 25 |    |
| 26                            | Lesia Valadzenkava / Vitalij Vakunov    | Bělorusko          | 50.11            | 26 | 26 |    |
| A                             | Virginiya Hoptman / Pavel Filchenkov    | Ázerbájdžán        |                  |    |    |    |

- A = odstoupení